# Ângela Rô Rô
Angela María Diniz Gonsalves, más conocida como Angela Ro Ro (Río de Janeiro, 5 de diciembre de 1949), es una cantante, compositora y pianista brasileña. Angela Ro Ro fue considerada por la revista Rolling Stone como la trigésima tercera voz más importante de la música brasileña.
El apodo de "Ro Ro" le fue dado por los niños de su barrio, en la infancia, debido a su voz ronca.
Competente compositora, ha sido grabada por varios artistas como Maria Bethânia, Ney Matogrosso y Marina Lima; Simone y Zélia Duncan grabaron Agito e Uso (CD Amigo É Casa, 2008).

## Carrera

### Inicio de la trayectoria artística
Comenzó a estudiar piano clásico a los cinco años, influenciada por íconos como Elis Regina, Maysa, Jacques Brel y Ella Fitzgerald, a quienes luego elegiría como sus ídolos musicales.

### Años 1970
Durante la década de 1970 (entre 1971 y 1974), en plena dictadura militar brasileña, viajó a Europa después de que su padre le pagara un billete de ida; el billete de vuelta, no sabe si no lo consiguió porque su padre no tenía dinero o porque simplemente no quería verla más. Primero viajó a Italia, donde conoció al cineasta Glauber Rocha. Posteriormente se mudó a Londres. Allí trabajó como limpiadora en un hospital, camarera y lavaplatos en un restaurante. En aquella época ya componía y actuaba en pubs y frecuentaba hippies y okupas.
Por recomendación de Glauber Rocha, en 1971, participó en el álbum Transa, de Caetano Veloso, tocando la armónica en la canción Nostalgia (That's what rock'n roll is all about).
Al regresar a Río de Janeiro, actuó en clubes nocturnos de Ipanema hasta que fue contratada por el sello discográfico PolyGram-Polydor (actualmente Universal Music). El primer LP/casete, lanzado en 1979 exclusivamente con composiciones de la cantante y titulado simplemente Angela Ro Ro, se convirtió en un clásico de la música popular brasileña, ya que incluía canciones como Gota de Sangue, Balada da Arrasada, Agito e Uso, Tola Foi Você y Amor, Meu Grande Amor (que volvió a la superficie con la regrabación del grupo Barão Vermelho, en 1996).
El siguiente disco, Só Nos Resta Viver, trajo el tema principal y la regrabación de Bárbara (Chico Buarque y Ruy Guerra), incluida en la obra Calabar: o Elogio da Traição, así como Meu Mal é a Birita, en la que la cantante habla de su fama de alcohólica.

### Años 1980
El próximo trabajo, Escândalo! (1981), presentó una portada estilo periódico, con el título como titular, en alusión a la gran exposición de Ro Ro en la prensa, por haber sido acusada de agresión por su entonces novia, la cantante Zizi Possi. La canción Escândalo da título al álbum y fue compuesta por Caetano Veloso.
Dos características aliadas de la personalidad pública de Angela Ro Ro son su temperamento fuerte y su tendencia a los escándalos. En una de las entrevistas, la cantante se vio obligada a abandonar a la presentadora Cidinha Campos durante el programa, debido a sucesivas preguntas personales, desviando el foco de la entrevista. Ro Ro se defendió de la entrevistadora, argumentando que estaba "abusando" de ella al acusarla de ser una persona violenta y al hacer alusiones poco halagadoras sobre consumo de drogas y comportamientos erráticos.
En 1984, lanzó el álbum A Vida é Mesmo Assim. En 1985 se editó Eu Desatino, sexto y último título de la etapa dorada y regular de la discografía de la cantante.

### Años 1990
Entre finales de los años 80 y toda la década de los 90, Ro Ro grabó sólo dos álbumes: Prova de Amor en 1988, y Ao Vivo - Nosso Amor ao Armageddon en 1993. También participó en algunos cancioneros producidos por Almir Chediak.

### Años 2000
Poco después, Ro Ro decidió dejar las drogas, la bebida y el tabaco, empezó a hacer gimnasia (perdió unos 35 kilos) y lanzó el álbum Acertei no Milênio en 2000.
Entre 2004 y 2005, Ro Ro fue invitada a presentar el programa de entrevistas Escândalo, en el canal de televisión por cable Canal Brasil, recibiendo a decenas de colegas de MPB.
En 2006, firmó un contrato con el sello discográfico independiente Indie Records, de Líber Gadelha (ex marido de su exnovia Zizi Possi y padre de la cantante Luiza Possi), para la grabación del álbum de estudio Compasso y el álbum y video en vivo Ao Vivo, grabado en un show en el Circo Voador, en Lapa, el 20 de septiembre de 2006.
En 2008, participó del proyecto Loucos por música, en el que compartió escenario con Ivete Sangalo, Elba Ramalho y Ana Carolina.
En diciembre de 2009, Descobertas y Canal Brasil rescataron los audios de canciones grabadas en el programa Escândalo con una propuesta íntima de voz y piano, presentaciones por todo el país, y en algunas de ellas, invitadas especiales, como Sandra de Sá y Ana Carolina.

### Años 2010
Ro Ro firmó un contrato con la discográfica Biscoito Fino en 2013, siendo su primer trabajo para el sello el lanzamiento del CD y DVD en vivo Feliz da Vida!. Ese mismo año se lanzó el álbum Coitadinha Bem Feito: As Canções de Angela Ro Ro, un homenaje a Ro Ro con regrabaciones de sus canciones con voces masculinas. En 2017, lanzó Selvagem.
En septiembre de 2018 se estrenó el espectáculo Pilotando o piano, donde interpreta sus clásicos y éxitos como Help me make it over the night (Kris Kristofferson), Me and Bobby McGee (Kris Kristofferson y Fred Foster), Summertime (George Gershwin, Ira Gershwin y DuBose Heyward), Smile (Charles Chaplin, con letra de John Turner y Geoffrey Parsons) y Honky tonk women (Mick Jagger y Keith Richards).

### Años 2020
Entre 2020 y 2021, con la pandemia de Covid-19, incluso pidió ayuda económica en sus redes sociales y realizó presentaciones en vivo en internet, para recaudar dinero.
Entre abril y mayo de 2023 canceló espectáculos por motivos de salud.
En septiembre de 2023 participó del espectáculo de la cantante Letrux en el Festival Coala, realizado en el Memorial da América Latina, en São Paulo.
Los días 11 y 12 de noviembre de 2023 participa del show de Caetano Veloso en celebración del disco Transa, en el Arena Jockey, de Río de Janeiro.

## Vida personal
Se identificó como lesbiana, motivo por el que recibió ataques homófobos en redes sociales.

## Discografía

### Álbumes de estudio
- Angela Ro Ro (1979)
- Só Nos Resta Viver (1980)
- Escândalo! (1981)
- Simples Carinho (1982)
- A Vida é Mesmo Assim (1984)
- Eu Desatino (1985)
- Prova de Amor (1988)
- Acertei no Milênio (2000)
- Compasso (2006)
- Selvagem (2017)

### Álbumes en vivo
- Ao Vivo - Nosso Amor ao Armagedon (1993)
- Ao Vivo (2006)
- Feliz da Vida! (2013)

### Otros álbumes
- Escândalo (2009)
- Coitadinha Bem Feito: As Canções de Angela Ro Ro (2013)

### DVDs
- Ao Vivo (2006)
- Feliz da Vida! (2013)

## Premios y nominaciones

### Prêmio da Música Brasileira
| Año                                       | Categoría            | Nominación   | Resultado |
| ----------------------------------------- | -------------------- | ------------ | --------- |
| Prêmio Sharp de Música Brasileira de 1989 | Cantante de pop/rock | Angela Ro Ro | Nominada  |